# François Bistos
François Bistos est né le 17 septembre 1918, à Angers (Maine-et-Loire). Le Colonel François Bistos est mort le 17 septembre 1981 à Paris (14ème).

## Résistance
Elève officier en 1942 dans la cavalerie, il rejoint la Confrérie Notre-Dame, réseau de la France Combattante constitué par le colonel Rémy. Il devint chef de mission (ordre de mission n° 0411/BCRA du 25 février 1944) afin d'organiser le réseau Andalousie implanté dans le Sud-Ouest, notamment dans la région de Samatan. Ce réseau était chargé des évasions, du renseignement et de l'action. Il y travailla à compter du 3 mars 1944 sous les pseudonyme de Colonel Franck, Blanchard, Carlos avec le statut de chef de mission de 2e classe (équivalence de commandant) puis 1e classe (équivalent lieutenant-colonel). 

## SDECE
Avant la fin de la guerre, François Bistos fut affecté le 15 octobre 1944 aux services administratifs de la DGER, plus précisément au service chargé du traitement des dossiers des résistants. Il fut ensuite intégré au Service de documentation extérieure et de contre-espionnage (SDECE), dans la cellule de contre-espionnage. Il a ainsi été chef de la station de Toulouse, traditionnel poste pour le travail en direction de l'Espagne. Des années passent, il est alors posté, officiellement comme vice-consul à Madrid, où il assure la liaison avec les services de renseignement franquistes.
François Bistos est ensuite responsable du contre-espionnage à la cellule MINOS (« Matériels d'information normalisés pour les opérations spéciales »). En juillet 1958, animateur d'un réseau de programmes radios arabes et kabyles, il répand les communiqués français participant ainsi à l'action psychologique entreprise par le haut commandement. Officiellement, il est conseiller technique auprès du Ministre de l'Information Jacques Soustelle. Après la guerre d'Algérie, François Bistos est affecté au SDECE en tant que superviseur de la Sécurité attaché au cabinet du Directeur général du SDECE, le général Jacquier. Il est l'un des principaux chefs des réseaux Foccart sur le terrain, chargé de mettre des « mercenaires » français à la dispositions de régimes africains amis : Félix Houphouet-Boigny en Côte d'Ivoire, Fulbert Youlou au Congo-Brazzaville, Omar Bongo au Gabon, Mobutu au Congo-Kinshasa. Il est ensuite muté à la tête des Services généraux de la direction des infrastructures et des moyens du SDECE. À la suite de révélations sur une affaire de « taupe roumaine » et accusé d'être agent double, il aurait été congédié par Alexandre de Marenches directeur du SDECE, et mis en retraite d'office. L'affaire de la trahison de François Bistos est dévoilée par le Journal du dimanche en date du 6 mars 1988. C'est pendant la Guerre froide que sa trahison aurait été démontrée. Il aurait ainsi été recruté avec le concours d'une réfugiée roumaine de grande famille dans les années 1950 par les services secrets roumains. Selon une autre source, Bistos aurait été dénoncé par deux transfuges roumains (Histoire politique des services secrets).